# Cape Breton Highlands National Park
Cape Breton Highlands National Park er en nationalpark i Nova Scotia i Canada, beliggende på den nordlige del af Kap Bretonøen. Den blev oprettet i 1936 og har et areal på cirka 950 kvadratkilometer. Igennem parken går Cabot Trail, en vej som er kendt for at passere de smukkeste udsigter af alle veje i Canada. Den vestlige indkørsel til parken er beliggende nær byen Chéticamp ved Saint Lawrence-bugten og fra øst nås parken via byen Ingonish ved kysten til Atlanterhavet.

## Geografi
Cape Breton Highlands National Park domineres geologisk af et stort højplateau hvis natur består af bjerge, dale, skove, søer, floder og vandfald. Højplateauet som dominerer nationalparken når i de centrale dele en højde på cirka 500 meter over havet. Dets kant rejser sig i gennemsnit op til 350 meter allerede ved kysten, hvorfor parkens kystområder er stejle, særligt på den vestlige side. På den østlige side har plateauet en lidt blødere bjergskråning mod kysten. Strandene i nationalparken er i almindelighed stenrige, men på den østlige side findes nogle sandede strande nær byen Ingonish.

## Flora og fauna
Cape Breton Highlands National Park har en rig og særpræget flora og fauna med indslag af arter typisk for både tempereret kystklima, den boreale region og arktiske eller alpine arter (som er såkaldte istidsrelikter). Blandt disse arter findes flere som er sjældne og fredede. Nogle eksempler på truede dyr som forekommer i parken er et par arter sommerfugle og fugle som kortnæbbet præstekrave og bjergskovdrossel, samt nordamerikansk skovskildpadde. Der findes cirka 40 arter af landlevende pattedyr i parken, blandt andet canadisk los.